# Retjons
Retjons é uma comuna francesa na região administrativa da Nova Aquitânia, no departamento Landes. Estende-se por uma área de 78,25 km². Em 2010 a comuna tinha 354 habitantes (densidade: 4,5 hab./km²).